# 上海民族乐器一厂

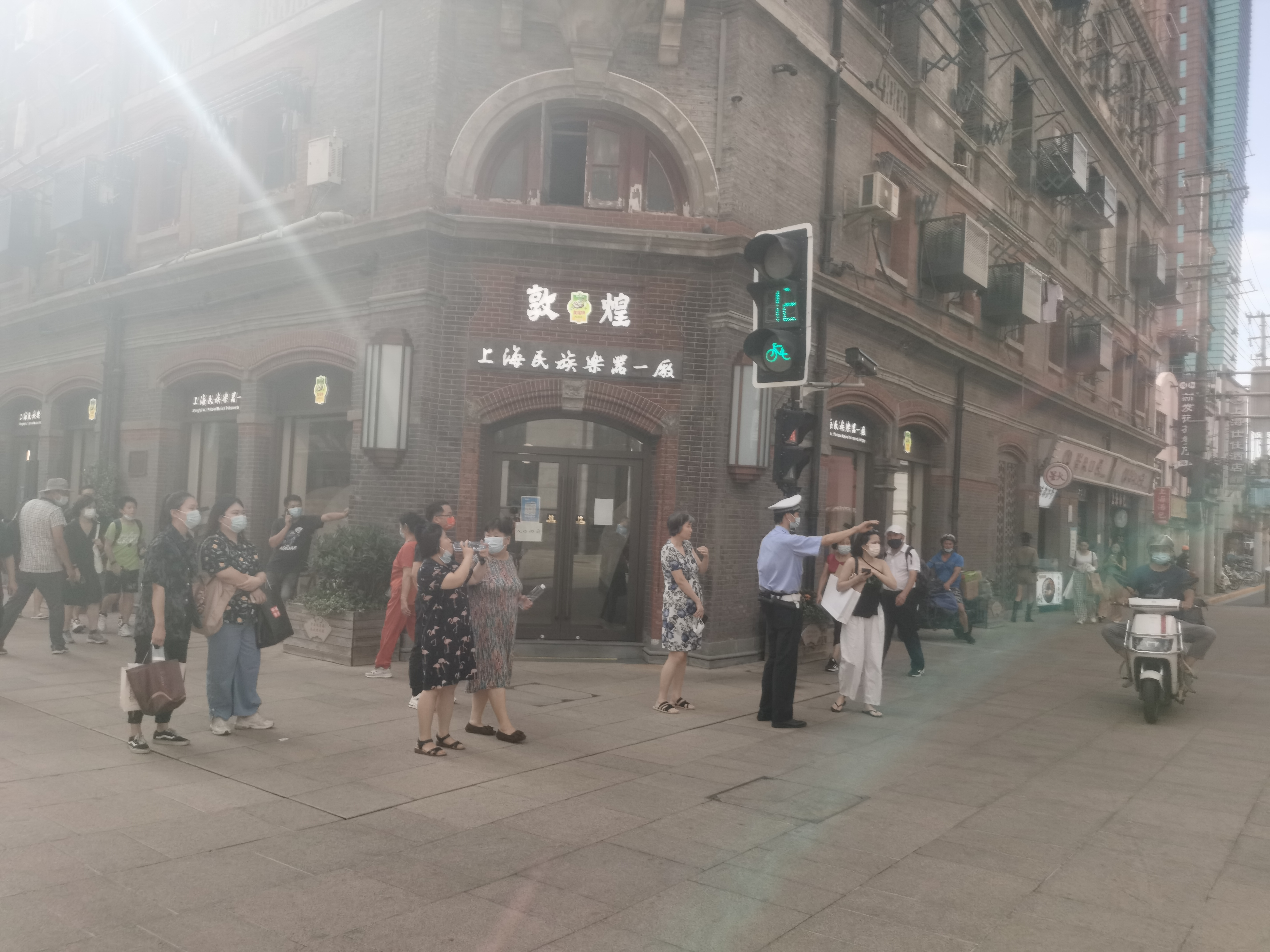
位于南京东路的专卖店

上海民族乐器一厂位于中華人民共和國上海市闵行区七宝镇联明路400号，建于1958年7月1日，原厂位于上海县（今闵行区）莘庄镇，2003年10月迁至联明路。有生产“敦煌牌”古筝民族乐器，从业人员700余人。厂长为王国振，副厂长为周力。现旗下面有3个控股子公司，分别是敦煌乐器有限公司，瑰宝乐器有限公司和兰考上海牡丹民族乐器有限公司。2011年5月获得中國国家级非物质文化遗产。2018年厂成立60周年会在上海大剧院举行。2019年参加了中国（上海）国际乐器展览会。受2019冠狀病毒病疫情影响停产后于2020年3月9日达到复工率96%、复产率94%。